# Van Helsing (videogioco)
Van Helsing è un videogioco del 2004 sviluppato da Saffire Corporation e pubblicato da Vivendi Universal Games per PlayStation 2, Xbox, Game Boy Advance e - esclusivamente in Nord America - per dispositivi mobili.
Si tratta di una trasposizione videoludica dell'omonimo film pubblicato all'inizio dello stesso anno.

## Trama
Van Helsing è un cacciatore di mostri che opera per la Chiesa in tutt'Europa.
Nella Parigi del 1888, Van Helsing sta dando la caccia al famigerato Mr. Hyde: la versione malvagia del Dr. Jekyll. Mentre Jekyll sta bevendo una pozione prodotta nel suo laboratorio, trasformandosi in un mostro deforme e malvagio, Van Helsing giunge sul posto e, dopo aver iniziato a parlare della sua persona, Hyde lo scaglia contro una parete e i due ingaggiano una lotta. Hyde butta Van Helsing dal tetto di una chiesa, ma l'uomo spara il suo rampino nel petto del mostro, facendolo precipitare a terra - così da permettere a Van Helsing di risalire l'edificio.
Dopo aver completato la sua missione a Parigi, Van Helsing viene incaricato, dal Concilio Vaticano I, di recarsi nell'Europa dell'Est, in Transilvania (Romania) per conoscere il suo passato e porre fine a una maledizione pluricentenaria - e quindi alla vita del famigerato Conte Dracula. Inoltre, il vescovo gli rivela che il capostipite della famiglia "Valerious", 450 anni prima, dovette lottare contro il Conte (suo figlio) in quanto aveva ricevuto dei poteri dal Demonio; tuttavia, l'uomo non fu in grado di uccidere un suo diretto discendente e, così, giurò a Dio stesso che le anime dei suoi discendenti non avrebbero avuto pace fino a quando Dracula non fosse morto.
Dopo aver concluso il suo viaggio, Van Helsing trova Anna Valerious: la principessa zingara ed unico membro "del tutto umano" della famiglia. Anna è viva, ma è ostaggio delle tre spose di Dracula: Marishka, Verona e Aleera. Le tre vampire assumono la loro forma demoniaca e attaccano Van Helsing, il quale, tuttavia, riesce a farle ritirare; Marishka, l'unica a rimanere sul posto, viene trafitta al cuore da un paletto scagliato dalla balestra di Van Helsing. Anna si sveglia e dice a Van Helsing che suo fratello, 6 mesi prima, è stato trasformato in licantropo.
Il cacciatore va a cercarlo, ma viene braccato da numerosi pipistrelli-vampiro e da altri mostri. Il fantasma del primo Valerious lo guida attraverso un cimitero e viene momentaneamente scacciato da un tridente maneggiato da Igor: il servo gobbo di Dracula. Nonostante le difficoltà, Van Helsing riesce a sconfiggere l'individuo, il quale si ritira sfinito.
Poco tempo dopo, Van Helsing trova Velkan Valerious e intraprende una lotta nella sua forma bestiale; tornato (momentaneamente) umano, Velkan indica a Van Helsing il maniero di Dracula, per poi perdere il controllo. Quando Van Helsing gli punta contro la sua Revolver LeMat, Anna devia il proiettile, dando il tempo al fratello di fuggire.
Poco tempo dopo, Van Helsing affronta Dracula e vi intraprende un combattimento che si conclude con la fuga del Vampiro - il quale lo chiama: "Gabriel". Successivamente, l'uomo si scontra nuovamente con Dracula, ma viene trasportato nei sotterranei del maniero dalla sua mostruosa progenie. Qui, Van Helsing ha modo di conoscere il mostro di Frankenstein - che lo scienziato creò tempo prima - e a farci amicizia. L'essere gli rivela che Dracula vuole servirsi di lui per far sviluppare la sua progenie, ma che non sa dove si trovi; tuttavia, quando il mostro vede delle impronte di lupo, si allarma poiché Dracula vede ciò che anche i lupi mannari vedono; di conseguenza, Dracula conosce la posizione del mostro e Van Helsing gli promette di proteggerlo.
Il cacciatore di mostri intende recarsi al castello di Dracula, ma viene attaccato dal bestiale Velkan, il quale, affiancato da Verona e Aleera, cerca di uccidere Van Helsing. Tuttavia, la carrozza su cui Van Helsing sta viaggiando precipita e Verona la apre, pensando che dentro vi fosse il lupo mannaro - un altro elemento necessario a Dracula per far nascere i suoi figli -: viene sorpresa da una bomba che, esplodendo, la trafigge con numerosi paletti. Prima di morire, Velkan dice a Van Helsing dove può trovare Igor e il castello del Conte e, prima che Van Helsing possa proseguire, viene morso dal bestiale Velkan: ora anche lui è destinato a diventare un lupo mannaro, durante l'imminente notte di luna piena; tuttavia, il cacciatore è costretto a uccidere Velkan.
Dopo aver sconfitto Igor, Van Helsing giunge al castello di Dracula. Ivi si confronta con Anna sul gesto del fratello, affronta e uccide Aleera e combatte contro Dracula; dopo la metamorfosi in licantropo, Van Helsing è in grado di uccidere il Conte e lo morde al collo. Tuttavia, Anna, trovato l'antidoto per curare in tempo Van Helsing, rimane uccisa da quest'ultimo nel tentativo - riuscito - di iniettarglielo.
Affiancato dal mostro di Frankenstein, Van Helsing viene perdonato dal fantasma di Anna, che può vivere in Paradiso con tutta la sua famiglia.

## Modalità di gioco
Nonostante la grande varietà delle armi - tra reali e fantastiche -, le modalità di gioco non sono molto varie e sono pressoché simili a quelle della serie: Devil May Cry.
È possibile esplorare un grande quantitativo di ambientazioni tipiche dell'orrore gotico, quali: cimiteri, manieri infestati, chiese abbandonate, castelli cupi e tetri ecc. - e una vasta gamma di armi da utilizzarsi contro i nemici (anch'essi di natura estremamente diversa). Il giocatore ha anche la possibilità di usare munizioni potenziate con le armi maneggiate dal protagonista.
Durante i combattimenti, premendo l'apposito pulsante, Van Helsing viene circondato da un bagliore blu mentre spara addosso ai nemici. Van Helsing può anche eseguire tiri evasivi in quattro direzioni per evitare attacchi in arrivo e utilizzare un rampino che gli consente di agganciarsi a sporgenze alte altrimenti non raggiungibili - e può anche utilizzarlo per iniziare combo o eseguire salti (prolungati) nelle lotte.
Il gioco presenta un meccanico del negozio in cui i giocatori possono acquistare ulteriori tecniche di combattimento e potenziamenti per aumentare la salute e altre caratteristiche extra. Gli oggetti possono essere acquistati usando delle sfere che si raccolgono nell'avanzamento del gioco (assieme a delle croci verdi).

## Differenze
Nonostante la trama del gioco ripercorra gli eventi del film, tra le due opere vi sono numerose differenze.
- Il film inizia nel 1888, quando Viktor Frankenstein completa la sua creatura e viene ucciso da Dracula; segue una scena in cui alcuni contadini rumeni attaccano il maniero, ma vengono respinti dai vampiri. Il videogioco, invece, inizia con Van Helsing che si sta recando a uccidere Mr. Hyde.
- Nel gioco non vengono presentati numerosi personaggi che, invece, venivano fatti vedere nel film. Uno dei personaggi più rilevanti per la trama del film, che non appare nel gioco, è Carl: un frate cattolico parigino e amante della lettura.
- Nel film, Marishka viene affrontata fuori da una chiesa in un piccolo villaggio rumeno e lì viene uccisa; nel gioco, invece, viene affrontata assieme alle sue sorelle e uccisa in una piccola cappella.
- Nel film, Aleera viene uccisa da Anna; nel videogioco, da Van Helsing.
- Il film si conclude con Carl che prega per l'anima dei Valerious e col mostro di Frankenstein che si allontana, in barca, seguendo il Mar Nero; il videogioco, invece, si conclude al castello di Dracula con Anna che perdona Van Helsing e lo ringrazia per l'omicidio di Dracula.

## Accoglienza
| Testata                            | Versione  | Giudizio |
| ---------------------------------- | --------- | -------- |
| Metacritic (media al 03-05-2020)   | GBA       | 33/100   |
| Metacritic (media al 03-05-2020)   | Xbox      | 63/100   |
| Metacritic (media al 03-05-2020)   | PS2       | 64/100   |
| GameRankings (media al 09-12-2019) | GBA       | 36,64%   |
| GameRankings (media al 09-12-2019) | Cell      | 40%      |
| GameRankings (media al 09-12-2019) | PS2       | 68,65%   |
| GameRankings (media al 09-12-2019) | Xbox      | 68,73%   |
| Eurogamer                          | PS2       | 6/10     |
| Famitsū                            | PS2       | 29/40    |
| GameSpot                           | PS2, Xbox | 6,9/10   |
| GameSpot                           | GBA       | 2,2/10   |
| GameSpy                            | GBA       | 1/5      |
| GameSpy                            | Cell      | 2/5      |
| GameSpy                            | PS2       | 3/5      |
| GameSpy                            | Xbox      | 3/5      |

Generalmente, il gioco non è stato accolto in maniera positiva e le versioni "meglio accolte" sono state quelle per console fisse.